# حوزه انتخابیه دوم نیویورک
حوزه انتخابیه دوم نیویورک یک حوزه انتخابیه مجلس نمایندگان آمریکا است که در ایالت نیویورک قرار دارد.